# Ocypetes
Ocypetes es un género de escarabajos barrenadores metálicos del orden Coleoptera.

## Especies
- Ocypetes crassicollis (Laporte y Gory, 1837)
- Ocypetes descarpentriesi (Cobos, 1973)
- Ocypetes golbachi (Cobos, 1973)
- Ocypetes irroratus (Gory, 1840)